# Reste du monde
Le reste du monde, qui s'écrit la plupart du temps sous le sigle RDM, est un terme désignant l'ensemble des pays ou des zones qui n'appartiennent pas aux groupes déjà spécifiés, dans des analyses économiques, aux échecs (par exemple le match URSS - Reste du monde) ou en sport (par exemple la Lexus Golf Cup au golf).
En macroéconomie, c'est un agrégat utilisé pour classer tous les agents non résidents du pays étudié, et qui correspond au sixième secteur institutionnel.

## Matchs contre le Reste du monde aux échecs
En 1970, 1984 et 1988, l'URSS affronta une équipe des meilleurs joueurs du reste du monde. Après la disparition de l'URSS, un match fut organisé entre la Russie et les meilleurs joueurs du reste du monde qui comprenait des joueurs issus des anciennes républiques soviétiques : l'Ukraine et l'Arménie.
L'équipe du Reste du monde comprenait en 1970 le Danois Bent Larsen, les Américains Bobby Fischer et Samuel Reshevsky, le Hongrois Lajos Portisch, le Tchécoslovaque Vlastimil Hort, les Yougoslaves Svetozar Gligorić, Milan Matulović et Borislav Ivkov, l'Argentin Miguel Najdorf, l'Est-Allemand  Wolfgang Uhlmann, l'Ouest-Allemand Klaus Darga et l'Islandais Friðrik Ólafsson.
En 1999, Garry Kasparov disputa une partie par internet contre des joueurs du monde entier.
En 2009, une équipe azerbaïdjanaise (Teimour Radjabov, Vugar Gashimov, Shakhriyar Mamedyarov, Gadir Gousseinov et Rauf Mamedov) a affronté dans un match rapide en huit rondes une sélection du reste du monde (Viswanathan Anand, Vladimir Kramnik, Sergueï Kariakine et Alexei Chirov) : victoire du Reste du monde, 21,5 à 10,5.

## Le «reste du monde» en économie
En science économique, le terme « reste du monde » désigne, en comptabilité nationale, l'ensemble des agents non résidents.

## Usage non-sportif

### Concours Eurovision de la chanson

Image couramment utilisée pour représenter le "reste du monde" au Concours

Le 22 novembre 2022, l'Union européenne de radio-télévision annonce que, à partir de l'édition 2023, le Concours Eurovision de la chanson inclura un télévote des pays non participants, ce qui sera la première fois depuis 2006 avec la Serbie-et-Monténégro. Les spectateurs de ces pays sont capable de voter durant toutes les soirées, leurs votes étant agréés et présentés en un ensemble de points égal à celui d'un pays participant sous le nom de « Reste du Monde ».
| Score     | 1re demi-finale | 2e demi-finale | Finale   |
| --------- | --------------- | -------------- | -------- |
| 12 points | Israël          | Albanie        | Israël   |
| 10 points | Finlande        | Arménie        | Finlande |
| 8 points  | Lettonie        | Autriche       | Arménie  |
| 7 points  | Suède           | Australie      | Suède    |
| 6 points  | Portugal        | Slovénie       | Albanie  |
| 5 points  | Tchéquie        | Belgique       | Ukraine  |
| 4 points  | Moldavie        | Lituanie       | Norvège  |
| 3 points  | Croatie         | Islande        | Croatie  |
| 2 points  | Serbie          | Estonie        | Espagne  |
| 1 point   | Malte           | Géorgie        | France   |

| Score     | 1re demi-finale | 2e demi-finale | Finale     |
| --------- | --------------- | -------------- | ---------- |
| 12 points | Ukraine         | Israël         | Israël     |
| 10 points | Irlande         | Pays-Bas       | Ukraine    |
| 8 points  | Croatie         | Arménie        | Croatie    |
| 7 points  | Slovénie        | Estonie        | Irlande    |
| 6 points  | Luxembourg      | Suisse         | Suisse     |
| 5 points  | Lituanie        | Grèce          | Arménie    |
| 4 points  | Serbie          | Géorgie        | Luxembourg |
| 3 points  | Portugal        | Norvège        | Grèce      |
| 2 points  | Australie       | Saint-Marin    | France     |
| 1 point   | Finlande        | Tchéquie       | Italie     |

| Score     | 1re demi-finale | 2e demi-finale | Finale   |
| --------- | --------------- | -------------- | -------- |
| 12 points | Albanie         | Israël         | Israël   |
| 10 points | Ukraine         | Lettonie       | Albanie  |
| 8 points  | Islande         | Tchéquie       | Ukraine  |
| 7 points  | Suède           | Grèce          | Grèce    |
| 6 points  | Pologne         | Finlande       | Suède    |
| 5 points  | Portugal        | Lituanie       | Finlande |
| 4 points  | Estonie         | Danemark       | Pologne  |
| 3 points  | Norvège         | Malte          | Espagne  |
| 2 points  | Croatie         | Australie      | Estonie  |
| 1 point   | Pays-Bas        | Irlande        | Autriche |